# Emil Seifert
Emil Seifert   (Praga, 28 d'abril de 1900 - Txecoslovàquia, 20 d'octubre de 1973) és un exfutbolista txec de la dècada de 1920 i entrenador.
Fou 18 cops internacional amb la selecció txecoslovaca amb la qual participà en els Jocs Olímpics d'Estiu de 1920 i 1924.
Pel que fa a clubs, defensà els colors de FK Viktoria Žižkov, Slavia Praga i Bohemians Praga.
Posteriorment fou entrenador de l'Slavia.